# محوطه پائین محله آسیابسران
محوطه پائین محله آسیابسران مربوط به دوران‌های تاریخی پس از اسلام است و در شهرستان املش، روستای پائین محله آسیاب سران واقع شده. این اثر در تاریخ ۲ آبان ۱۳۸۲ با شمارهٔ ثبت ۱۰۶۲۹ به‌عنوان یکی از آثار ملی ایران به ثبت رسیده است.